# Распятый остров
«Распятый остров» — советский военный фильм 1968 года, снятый на киностудии «Грузия-фильм» режиссёром Шотой Манагадзе.

## Сюжет
Фильм основан на реальном событии — восстании советских военнопленных на острове Тексел. Апрель 1945 года, на небольшой оккупированный голландский остров Тексел для строительства укреплений немцы привозят в качестве «рабочей силы» около 800 советских военнопленных, в основном грузин. Пленные, вместе с членами нидерландского Сопротивления, захватив оружие, начинают восстание. Немецкое командование высаживает на остров десант. На замкнутом пространстве острова завязывается многодневный неравный бой, в котором погибают почти все восставшие и помогавшие им местные жители.

## В ролях
- Тенгиз Арчвадзе — Георгий
- Григол Ткабладзе — Сипито
- Зураб Капианидзе — Симона
- Малхаз Бебуришвили — Отар
- Леван Пилпани — Резо
- Гурам Пирцхалава — Гуджа
- Гейдар Палавандишвили — Сосо
- Тамаз Гамкрелидзе — Гаиоз
- Нугзар Мачавариани — Зурико
- Нугзар Хидурели — Моше
- Иосиф Лагидзе — Отиа
- Карло Саканделидзе — Джолеба
- Ариадна Шенгелая — Лотта, дочь коменданта немецкого гарнизона
- Иева Мурниеце — Ани
- Алфредс Видениекс — майор
- Кальё Комиссаров — Андрис
- Линда Тубин — Корнелия

В эпизодах: Гиви Тохадзе, Валдеко Ратассепп, Феликс Степун и другие.

## Критика
Картина «Распятый остров», созданная грузинскими кинематографистами, ни при каких обстоятельствах не станет просто «ещё одной лентой о войне».— «Спутник кинозрителя», май 1969 года